# Oncideres modesta
Oncideres modesta là một loài bọ cánh cứng trong họ Cerambycidae.